# Rodrigo Rivera Salazar
Rodrigo Rivera Salazar, né le 20 avril 1963 à Pereira, est un avocat, journaliste, professeur universitaire, diplomate et homme politique colombien. Il a occupé le poste de Ministre de la Défense nationale entre 2010 et 2011 sous la présidence de Juan Manuel Santos.